# Silberberg (Todtnau)
De Silberberg is een berg in de deelstaat Baden-Württemberg, Duitsland. De berg heeft een hoogte van 1.358 meter en is gelegen in het Zwarte Woud.